# Ancyronyx procerus
Ancyronyx procerus is een keversoort uit de familie beekkevers (Elmidae). De wetenschappelijke naam van de soort werd in 1994 gepubliceerd door Jäch.